# Campionati del mondo di ciclismo su strada 1980
I Campionati del mondo di ciclismo su strada 1980 si disputarono a Sallanches, in Francia, il 31 agosto 1980.
Furono assegnati due titoli:
- Prova in linea Donne, gara di 53 km
- Prova in linea Uomini Professionisti, gara di 268 km

I titoli Uomini Dilettanti e cronometro a squadre furono assegnati ai Giochi della XXII Olimpiade di Mosca.

## Storia
In uno dei più difficili circuiti affrontati in un mondiale, con una salita con pendenze fino al 14%, il francese Bernard Hinault staccò uno alla volta tutti gli avversari, arrivando solo al traguardo con un vantaggio di un minuto sull'italiano Gianbattista Baronchelli, medaglia d'argento. A dimostrazione della durezza del percorso, su centosette partenti solo quindici conclusero la prova.
La prova femminile fu vinta per la prima volta da una statunitense, Beth Heiden.

## Medagliere
| Pos.   | Nazione       | Oro | Argento | Bronzo | Totale |
| ------ | ------------- | --- | ------- | ------ | ------ |
| 1      | Francia       | 1   | 0       | 0      | 1      |
| 1      | Stati Uniti   | 1   | 0       | 0      | 1      |
| 3      | Italia        | 0   | 1       | 0      | 1      |
| 3      | Svezia        | 0   | 1       | 0      | 1      |
| 5      | Gran Bretagna | 0   | 0       | 1      | 1      |
| 5      | Spagna        | 0   | 0       | 1      | 1      |
| Totale | Totale        | 2   | 2       | 2      | 6      |

## Sommario degli eventi
| Eventi                 | Oro                     | Tempo                      | Argento                         | Tempo   | Bronzo                       | Tempo   |
| Uomini Professionisti  |                         |                            |                                 |         |                              |         |
| Gara in linea dettagli | Bernard Hinault Francia | 7h32'16" Media 35,554 km/h | Gianbattista Baronchelli Italia | a 1'01" | Juan Fernández Martín Spagna | a 4'26" |
| Donne                  |                         |                            |                                 |         |                              |         |
| Gara in linea dettagli | Beth Heiden Stati Uniti | -                          | Tuulikki Jahre Svezia           | -       | Mandy Jones Gran Bretagna    | -       |